# Bushy Park Circuit
Le Bushy Park Circuit est un circuit automobile situé en Barbade, dans la paroisse de Saint Philip. Il accueille notamment la Race of Champions (ou Course des Champions) en 2014.

## Histoire
Construit en 1971 par des ouvriers de canne à sucre, le circuit accueille peu de compétitions avant les années 1990. Mais le Rallye de Barbade, rallye national, s'installe peu à peu sur ce circuit, jusqu'à en faire un véritable classique de ce rallye, accueillant des centaines de participants, venus de trente pays différents.
En 2014, le circuit entre dans une nouvelle ère, en accueillant des compétitions de renommé mondiale comme le Top Gear Festival, dans le cadre du Global RallyCross Championship, championnat américain de rallycross, et la Course des Champions, qui réunit des champions de sport automobile dans une seule et même compétition, dans différents types de voitures.